# Југоисточна Европа
Југоисточна Европа је географски и геополитички појам који обухвата југоисточни део Европе у захвату Јадранског, Егејског, Јонског, Мраморног и Црног мора, са северном копненом границом која се у ужем географском смислу поклапа са линијом речних токова Саве и Дунава, док у геополитичком смислу понекад обухвата и непосредно суседне области које се налазе северно од поменуте линије. Понекад се овај појам поистовећује са Балканским полуострвом.
У југоисточној Европи се најчешће убраја следећих 8 држава:
- Албанија
- Босна и Херцеговина
- Бугарска
- Грчка
- Северна Македонија
- Србија
- Хрватска
- Црна Гора

уз њих ређе се убрајају и:
- Кипар
- Молдавија
- Румунија
- Словенија
- Турска (источна Тракија)

Спорна територија у југоисточној Европи:
- Косово

уз њу ређе се убрајају и:
- Придњестровље
- Северни Кипар

## Градови
Највећи градови по броју становника (преко милион) су:
1. Истанбул,  Турска
2. Београд,  Србија
3. Софија,  Бугарска